# Fitz Manor
Fitz Manor är en hus i Bomere Heath and District, Storbritannien. Det ligger i grevskapet Shropshire i riksdelen England, i den södra delen av landet, 230 km nordväst om huvudstaden London. Fitz Manor ligger 78 meter över havet.
Terrängen runt Fitz Manor är platt. Runt Fitz Manor är det ganska tätbefolkat, med 160 invånare per kvadratkilometer. Närmaste större samhälle är Shrewsbury, 6,7 km sydost om Fitz Manor. Trakten runt Fitz Manor består till största delen av jordbruksmark.